# بارکلایا
بارکلایا (نام علمی: Barclaya) نام یک سرده از تیره نیلوفرآبیان است.